# Torchitorio Barisono I de Lacon-Gunale
Barisono I, cuyo nombre completo es Torchitorio Barisono de Lacon-Gunale, (...–1073) fue juez del juzgado de Arborea de 1038 a 1060 y juez de Torres, de 1038 a 1073, en Cerdeña.
Sucedió a Gonario I como juez de los juzgados de Torres (Logudoro) y de Arborea. Favoreció la inmigración monástica en la isla. Las donaciones que hizo redactó en 1063 son las primeras y a esto siguieron numerosos actos por parte de todos los jueces de la isla. En el acto de las donaciones los jueces de Torres pidieron a Desiderio de Benevento (el futuro Papa Víctor III), abad de Montecassino enviar un grupo de monjes para tomar posesión de una vasta área y de sus pertenencias: comprendían la iglesia de Nostra Segnora de Mesumundu y la pequeña iglesia de los santos Elías y Enoc, construida sobre la cima del Monte Santu en territorio de Siligo. La crónica de la expedición son reportadas por Leo de Ostia. Desiderio mandó un grupo de 12 monjes con libros, reliquias y otros objetos sagrados, pero estos fueron capturados por los pisanos cerca de la isla de Giglio y no llegaron nunca a su destino. Barisono solicitó, haciendo presión ante su Papa Alejandro II, hasta conseguir que los pisanos arreglaran el entuerto y permitieran a un nuevo grupo de monjes alcanzar la isla. Los monjes tomaron posesión de los bienes donados por el juez en 1065. En el mismo año Barisono decidió dividir el gobierno de Torres con Andrea Tanca, su nieto, quien le sucedió a su muerte, mientras que su hijo Mariano I ya gobernaba Arborea.